# Испанская неоколониальная архитектура
Испанская неоколониальная архитектура (исп. Arquitectura neocolonial española), также архитектура испанского колониального возрождения или неовицекоролевская архитектура (исп. arquitectura neocolonial española o arquitectura neovirreinal ) — архитектурный стиль, получивший развитие в географических регионах мира, входивших в состав Испанской империи.
Хотя испанское колониальное возрождение в Соединенных Штатах, возникшее в начале XX века, является общепризнанным стилем, каждый регион имеет свой собственный стиль, не подверженный влиянию местного вицекоролевского стиля.
Архитектура испанского колониального возрождения подразделяется на различные стили, не всегда четко определенные, такие как миссионерский стиль, калифорнийский неоколониальный стиль и мексиканский неоколониальный стиль.

## Американский регион

### Аргентина

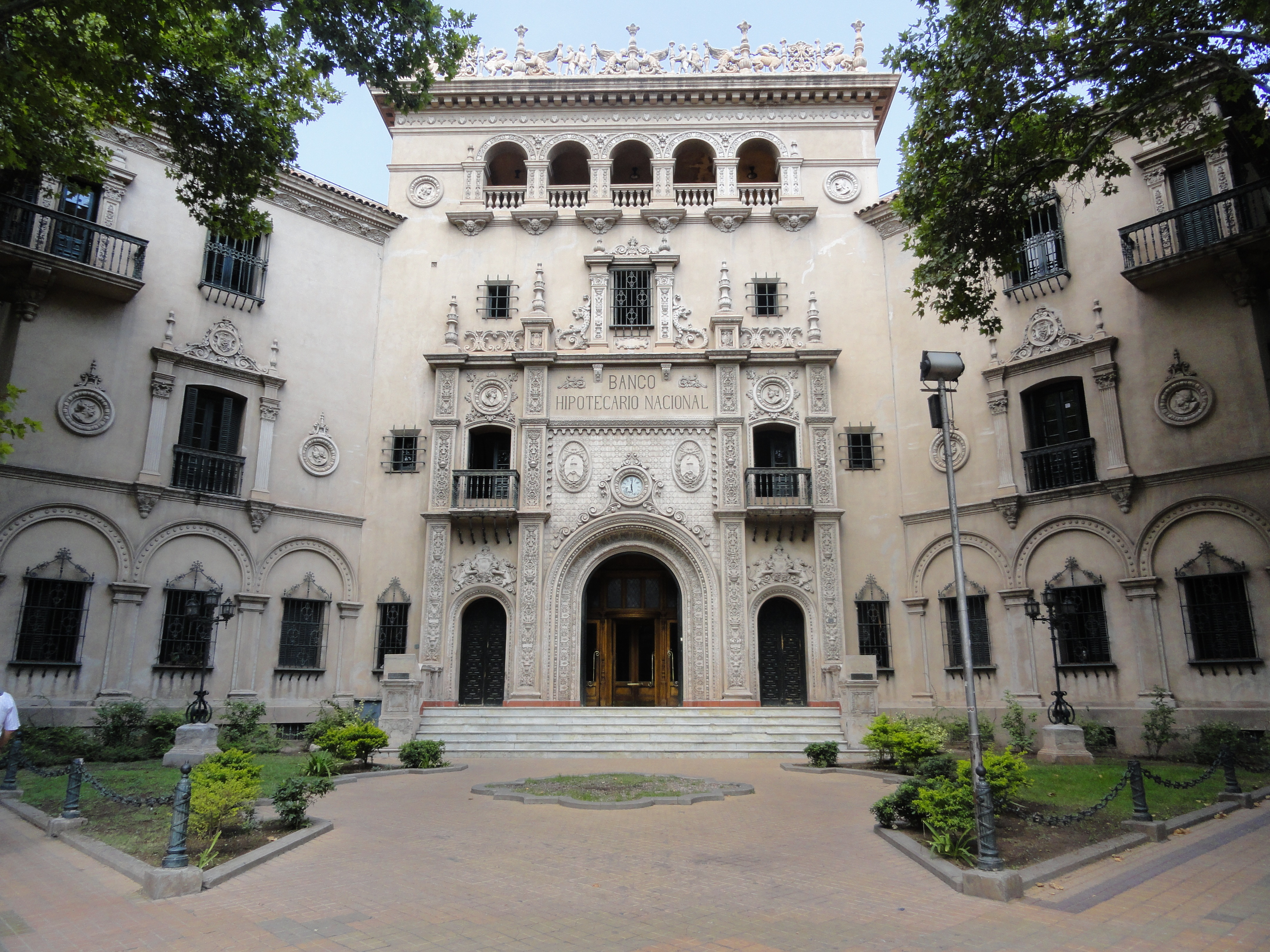
Бывшая штаб-квартира Banco Hipotecario, ныне Министерство культуры провинции Мендоса, Аргентина (1929)

В Аргентине расцвет неоколониальной архитектуры был обусловлен празднованием столетия Майской революции в 1810 году. После правительства «Поколения 80-х», стремившегося отделить Аргентину от её испанских корней, копируя французскую моду и архитектуру, возникло обратное движение, искавшее свои корни в искусстве колониального периода. Национальное правительство основывало свою экономику на двусторонних отношениях с Англией, и в страну хлынули потоки миграции тысяч европейцев, спасавшихся от нищеты и пытавшихся обосноваться в Америке.
Традиционная аргентинская олигархия быстро осознала утрату идентичности, вызванную этим сочетанием факторов, и отреагировала консервативно, с ностальгией вспоминая период до 1880 года. Началось историческое исследование эпохи вице-королевства, а в области искусства видными деятелями были архитекторы Анхель Гвидо, Эстанислао Пировано, Йоханнес Кронфусс, Мартин Ноэль, Хосе Гранья и другие.
Неовице-королевская архитектура Аргентины находилась под сильным влиянием испанского барокко, включая некоторые примеры неоплатереско, андского барокко и новоиспанского барокко. Историческая реставрация Каса-де-Тукуман и Кабильдо в Буэнос-Айресе, переоценка двух исторических памятников, перестроенных и полуразрушенных беспристрастными правителями, и строительство современных зданий в неоколониальном стиле, в сочетании с принятием этого стиля представителями высшего среднего и высшего классов для украшения своих домов и резиденций.
Важным примером аргентинской неоколониальной архитектуры является штаб-квартира Банка Бостона в Буэнос-Айресе, где представлены элементы неоплатереско, такие как резиденция Мартина Ноэля (ныне Музей Фернандеса Бланко, посвященный испано-американскому искусству) или мост Альсина. Еще одним ярким примером неоколониальной архитектуры является дворец Кабрера (ранее известный как Второй дом Хосе Девото), чьи простые, но внушительные формы выделяются в городе.

### Чили
Неоколониальные тенденции в Чили шли в тех же культурных контекстах, в которых развился стиль в Аргентине, идеалы, которые пытались спасти латиноамериканскую идентичность против тенденций и стилей из не испанской Европы. Для этого был важен культурный обмен между чилийскими архитекторами, писателями и художниками. Среди них будет подчеркнуть нескольких членов «группы Лос -Тен», таких как Педро Прадо, Хулио Бертран, Ортис де Зарате, Бенавидс и Мануэль Магалланс Муре.
Их можно найти в Сантьяго, со второго десятилетия двадцатого века, несколько репрезентативных произведений этого стиля, таких как Аризтия Касона (улицы Мирафлорес/Монджитас), ипотечный банк (улица Хуерфанос), Дом Васкеса (нынешнее здание городского зала муниципалита Макула), Дом десяти, и т. Д.
В La Serena этот стиль может наблюдаться с конца второго десятилетия XX века. Среди работ до плана Серены — строительство ипотечного кредита (нынешний Bancoestado), здание муниципалитета и апелляционного суда, Архиепископрик, центральный банк (нынешний Банко Сантандер, перед Плаза -де -Армас) и железнодорожной станции. Затем в рамках реформ, которые были проведены в плане продвижения и урбанизации провинции Ковимбо (План Серена) этот стиль был взят для разработки новой инфраструктуры, в целом образовательного характера. Позже неоколониальное будет установлено как преобладающая эстетика в городе, оставляя глубокий архитектурный след, который будет отличать его в Чили.

### США
В Соединенных Штатах начало положила эйфория мексиканского характера и желания приобрести новый тип культуры, которой можно было бы возразить той, что уже присутствовала в стране.
Этот стиль был очень популярен под влиянием открытия Панамского канала (1914) и желания в стране узнать колониальную среду, желание, которое вызвало большой успех романа Рамоны (1884) Хелен Хант Джексон в Калифорнии, и который был экранизирован Д. У. Гриффит (Рамона, 1910).
Панама-калифорнийская выставка 1915 года в Сан-Диего, главной фигурой которого был архитектор Бертрам Гудхью, способствовала распространению стиля по всей стране. Разработанный в основном в Калифорнии и Флориде, стиль обладал большой популярностью между 1915 и 1931 годами, и многие дома были построены в этом стиле в новых жилых кварталах, что является отражением «американского образа жизни». В 1939 году в неоколониальном стиле на юге Калифорнии было построено более миллиона домов.

### Стиль средиземноморского возрождения

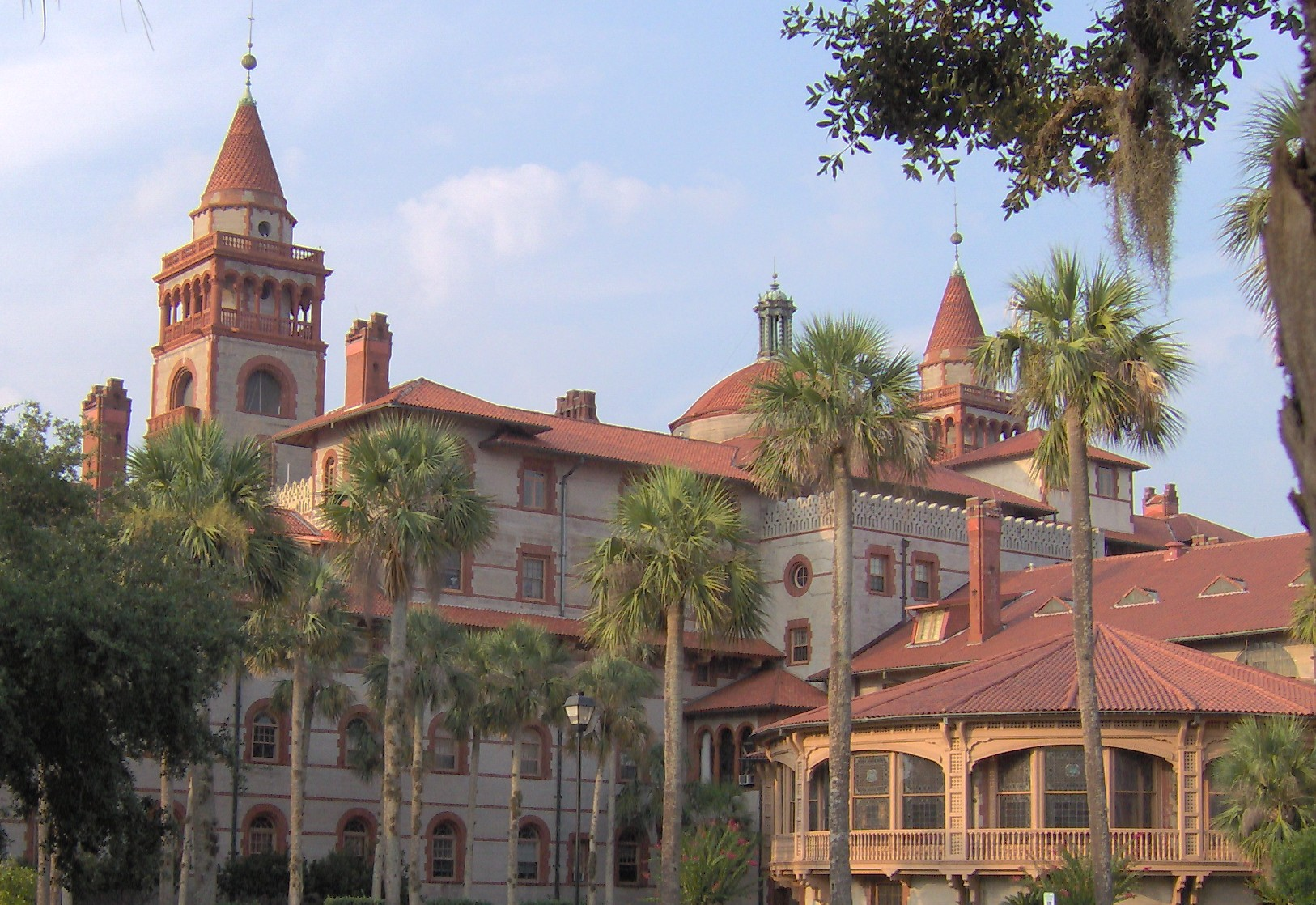
Отель Ponce de León (Сент-Огастин, Флорида). 2005

В 1885 году проект многих зданий кампуса Стэнфордского университета был задуман таким образом, чтобы сочетать особенности местной культуры с религиозными традициями южных штатов, таких как Калифорния, Нью-Мексико и Флорида.
Истоки испанского колониального возрождения восходят к архитектуре средиземноморского возрождения. В 1880-х годах во Флориде, в районе Сент-Огастина, три северо-восточных архитектора — нью-йоркцы Джон Каррер и Томас Гастингс и бостонец Франклин У. Смит — проектировали большие, тщательно продуманные роскошные отели в стилях средиземноморского возрождения и испанского колониального возрождения. С открытием отелей Ponce de León (на пересечении улиц Каррер и Гастингс, 1882 г.), Alcázar (на пересечении улиц Каррер и Гастингс, 1887 г.) и Casa Monica (позже Hotel Cordova, Франклин У. Смит, 1888 г.) тысячи гостей «Солнечного штата» зимой смогли оценить очарование и романтику испанской архитектуры. На эти три отеля повлияли не только сохранившиеся исторические здания, построенные испанцами в Сент-Огастине, но и Старый городской дом, построенный в 1873 году и сохранившийся до наших дней, прекрасный образец раннего испанского колониального возрождения.

### Стиль «Миссия»

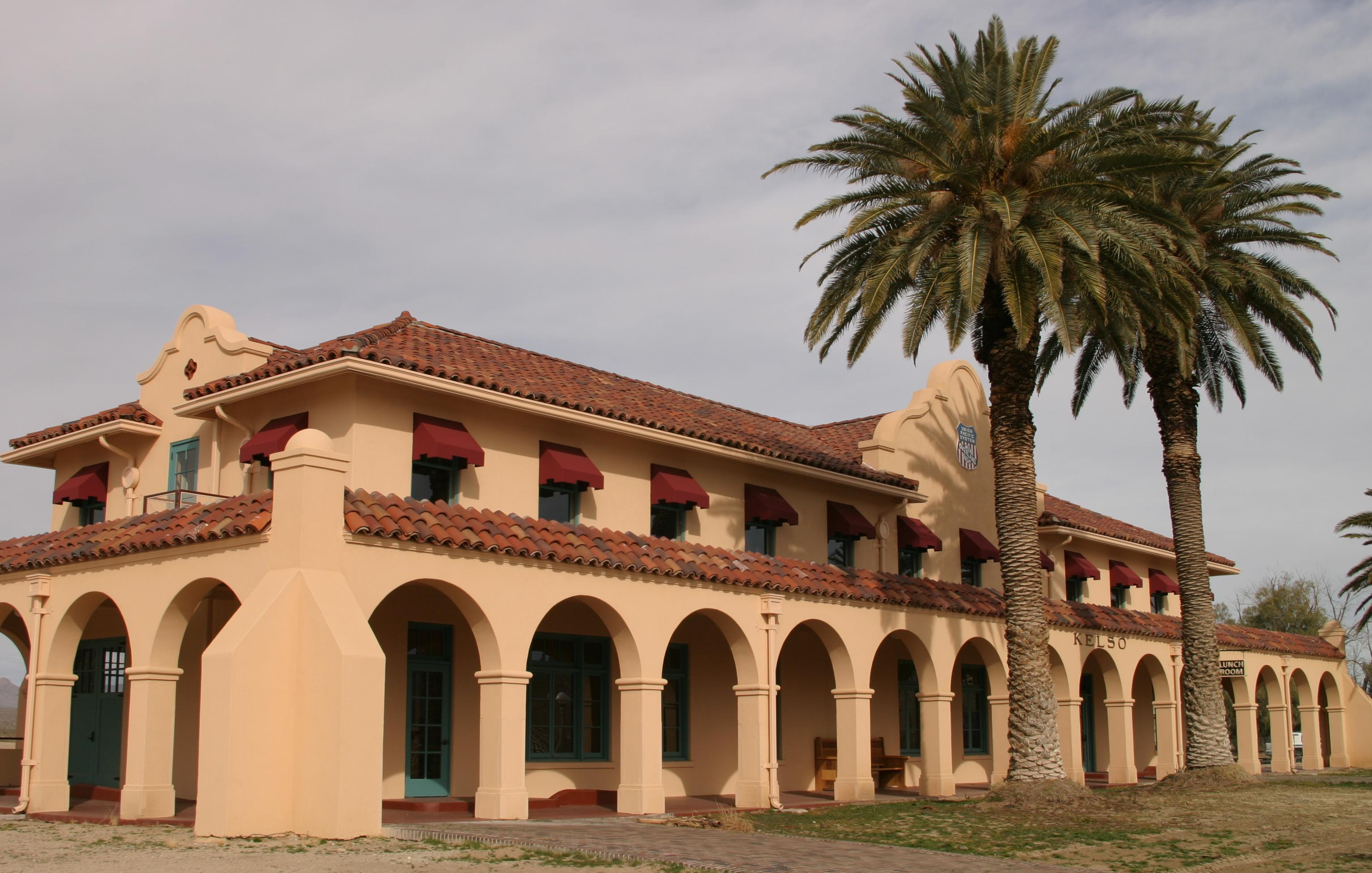
Отель и депо «Келсо», пустыня Мохаве, Калифорния. 1923

Возможности стиля испанского колониального возрождения уже привлекали внимание архитекторов, участвовавших в международных выставках конца XIX — начала XX веков. Например, Калифорнийский павильон на Всемирной Колумбийской выставке 1893 года в Чикаго, отделанный белой штукатуркой, или гостиница «Миссия» и «Электрическая башня» на Панамериканской выставке 1900 года в Буффало продемонстрировали потенциал стиля испанского колониального возрождения. Эти здания также отличались эклектичным сочетанием портиков, фронтонов и колоннад, что в дальнейшем отразило влияние неоклассицизма боз-ар.
К началу 1910-х годов архитекторы Флориды начали проектировать здания в стиле испанского колониального возрождения. Фермерский банк Фредерика Х. Тримбла в Веро-Бич, построенный в 1914 году, является ранним, полностью сформировавшимся образцом этого стиля. Новый город Сент-Клауд, штат Флорида, использовал этот стиль как для жилого, так и для коммерческого строительства и до сих пор сохранил прекрасную коллекцию изящных оштукатуренных зданий, напоминающих об испанской Мексике. Многие из этих зданий были спроектированы архитекторами и партнёрами Идой Анной Райан и Изабель Робертс.

### Калифорния
Большинство зданий, спроектированных и построенных в стиле испанского колониального возрождения, было построено в Калифорнии, особенно в прибрежных городах. В 1915 году Панамско-калифорнийская выставка, проходившая в Сан-Диего под руководством архитекторов Бертрама Гудхью и Карлтона Уинслоу-старшего, популяризировала этот стиль по всему штату и стране. Наиболее ярким примером является Калифорнийский четырёхугольник, построенный в качестве парадного входа на выставку.
В начале 1920-х годов архитектор Лилиан Жанетт Райс спроектировала в этом стиле застройку города Ранчо Санта-Фе в округе Сан-Диего. Город Санта-Барбара также перенял этот стиль, чтобы придать ему единый испанский характер после масштабных разрушений, вызванных землетрясением 1925 года. Здание окружного суда Санта-Барбары является хорошим примером этого стиля. Застройщик Оле Хансон также отдал предпочтение стилю испанского неоренессанса при основании и развитии Сан-Клементе в 1928 году.
Мэрии Пасадены и Беверли-Хиллз — яркие и успешные примеры его применения в гражданской архитектуре Калифорнии.

### Мексика
Стиль замкнул круг, достигнув точки своего географического зарождения в 1930-х годах. Новые малосемейные дома, построенные в тогдашних престижных районах Мехико, в стиле, известном в Мексике как «калифорнийский колониальный», представляли собой мексиканскую интерпретацию испанского колониального стиля Возрождения. Многие дома в этом стиле до сих пор можно увидеть в таких районах Мехико, как Колония-Наполес, Кондеса, Поланко и Ломас-де-Чапультепек.

## Азия и Океания

### Австралия

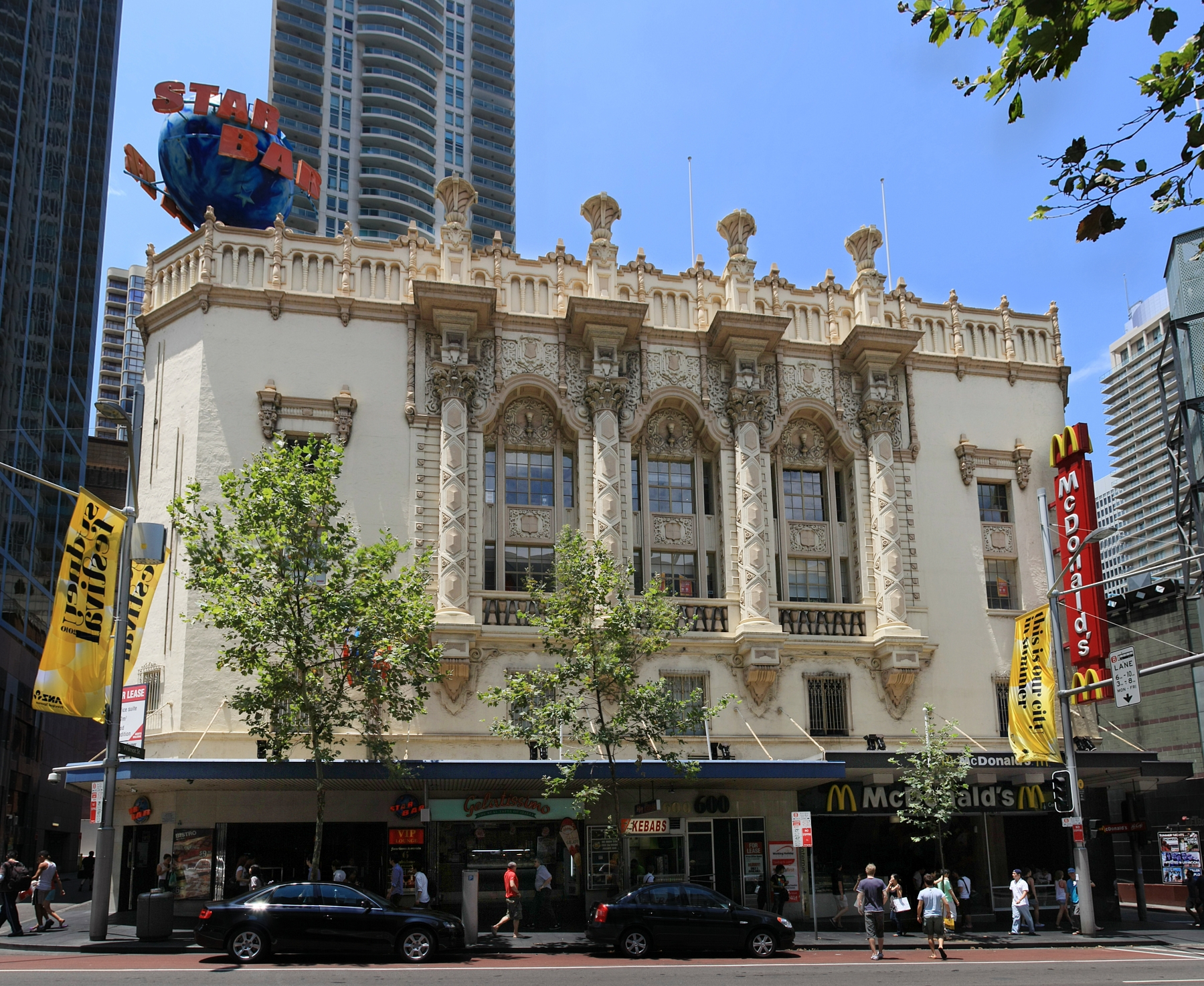
Театр «Плаза» в Сиднее, Австралия

Влиятельные австралийские архитекторы, такие как Эмиль Содерстен и профессор Лесли Уилкинсон, привезли этот стиль в свою страну из поездок по Италии и Испании в начале XX века, будучи убежденными, что средиземноморские стили хорошо подходят для климата и образа жизни Австралии. Хотя этот стиль больше не является возрождением местного колониального стиля, этот тип испанского вице-королевского возрождения представляет собой возрождение испанской архитектуры. Средиземноморский стиль стал популярным в 1920-х и 1930-х годах в различных местах, например, в пригородах Сиднея Мэнли и Бонди. Разновидность стиля, известная как «испанская миссия» или «голливудский испанский», приобрела популярность после того, как австралийцы смотрели фильмы и читали в журналах о роскошных особняках голливудских звезд в этом стиле. Дома в стиле испанской миссии начали появляться в более богатых пригородах, самым известным из которых является «Бумеранг» в Элизабет-Бэй.
Театр «Плаза» в Сиднее — знаменитый кинотеатр, построенный в этом стиле.

### Филиппины
Филиппины, бывшие испанской территорией более 300 лет и в значительной степени управлявшиеся вице-королевством Новая Испания (Мексика), впитали в себя архитектурное влияние Испании и Латинской Америки. Когда Соединенные Штаты колонизировали Филиппины под испанским владычеством, сюда также проникли стили миссионерства и испанского колониального возрождения, вдохновленные Калифорнией. Некоторые американские архитекторы развили этот стиль на Филиппинах, следуя испанскому наследию и модернизируя здания, добавляя удобства в американском стиле.
Лучшим примером архитектуры испанского колониального возрождения и калифорнийского миссионерства является знаменитый отель «Манила», спроектированный Уильямом Э. Парсонсом и построенный в 1909 году. По всей стране можно найти такие примеры, как Гота-де-Лече, рынок Пако и тысячи других, особенно в церквях и соборах. Большинство этих зданий было разрушено землетрясениями, особенно во время Второй мировой войны, когда американцы бомбили Манилу, чтобы противостоять японцам.

### Элементы дизайна
Архитектура испанского вице-королевского возрождения имеет некоторые общие элементы с более ранним стилем «Миссия», заимствованным из архитектуры калифорнийских миссий, и стилем «Пуэбло Возрождение» традиционных индейских племён пуэбло в Нью-Мексико. Оба стиля были популяризированы на западе США магазинами и отелями компании Fred Harvey Company на железной дороге Атчисон, Топика и Санта-Фе. Стиль испанского колониального возрождения также находился под влиянием стиля «Американский ремесленник» и движения «Искусства и ремёсла».
Испанское вице-королевское возрождение характеризуется сочетанием деталей из различных периодов испанского барокко, испанского вице-королевского, мавританского возрождения и архитектуры чурригереско в Мексике. Для этого стиля характерно обильное использование гладкой, простой штукатурки (стакко) на стенах и каминах, пологие крыши из глиняной черепицы, односкатные или плоские крыши, а также орнамент, отлитый из бетона или обожжённой терракоты. Другие общие черты включают небольшие крыльца или балконы, римские или полукруглые арки, деревянные окна, высокие окна с распашными створками или рамами, брезентовые навесы и декоративные железные украшения.
Здания имеют следующие характеристики:

прямоугольные или Г-образные планы этажей с внутренними или внешними дворами;

асимметричные формы с перекрещивающимися фронтонами и боковыми крыльями;

горизонтальные объемы, преимущественно одноэтажные;

### Известные архитекторы — представители стиля
Одним из самых выдающихся архитекторов этого стиля был Джордж Вашингтон Смит, работавший в 1920-х годах в Санта-Барбаре, штат Калифорния. Его собственные резиденции, Эль-Хогар (1916, также известная как Каса-Дракаена) и Каса-дель-Греко (1920), стали объектами заказов местных обществ в Монтесито и Санта-Барбаре. Пример знакового дома, спроектированного им в поместье Стидман, Каса-дель-Эрреро в Монтесито, теперь является зарегистрированным историческим памятником и отреставрирован как исторический ландшафтный дом-музей. Среди других примеров — дом Джеклинга и театр Лоберо, также расположенные в Калифорнии.
Архитекторы Бертрам Гудхью и Карлтон Уинслоу сделали испанский колониальный стиль доминирующим историческим региональным стилем в Калифорнии; они также оказали влияние на архитектуру Гавайев в 1920-х годах.
Среди известных архитекторов, работавших в этом стиле, были:
В Калифорнии:
Джон Байерс

Элмер Грей

Реджинальд Джонсон

Уильям Джонсон

Джулия Морган

Уоллес Нефф

Ричард Рекуа

Лилиан Жанетт Райс

Люта Мария Риггс

Во Флориде:
Джон Эллиот

Морис Фатио

Гарри Гриффин

Ричард Кинель 

Эддисон Мизнер

Уоллес Нефф

Альберт Пирс

Джеймс Гэмбл Роджерс II

Роберт Уид

Мэрион Уайет

В Гавайях:
Луис Дэвис

Дж. Роберт Миллер

Харди Филлипа
Известные современные архитекторы Калифорнии:
Кевин А. Кларк

Марк Эпплтон

Майкл Берч

## Примечательные сооружения в неоколониальном стиле
- Калифорнийский четырёхугольник и Эль Прадо в парке Бальбоа, Сан-Диего, Калифорния, спроектированы Бертрамом Гудхью для Панамско-калифорнийской выставки 1915 года.
- Casa del Herrero, Монтесито, Калифорния, спроектирован архитекторами Джорджем Вашингтоном Смитом и Лутой Марией Риггс, 1926 год.
- Здания кампуса Стэнфордского университета, спроектированные Фредериком Лоу Олмстедом, 1886—1891 годы.
- Музей испано-американского искусства Исаака Фернандеса Бланко
- Дом Драцена (он же Эль Хогар или дом Хебертона), резиденция Джорджа Вашингтона Смита № 1. 1, 1916. ([1])
- Здание суда округа Санта-Барбара, архитектор Уильям Мусер III, в Санта-Барбаре, Калифорния, завершено в 1929 году.
- Дом Джорджа Фирна в Мобиле, Алабама, завершен в 1904 году.
- Фермерский банк в Веро-Бич, Флорида, завершен в 1914 году. ([2])
- Дом Адамсона, «Тадж-Махал из плитки», архитектор Стайлз О. Клементс, в Малибу, Калифорния, завершен в 1930 году.
- Резиденция Элис Линч в Лос-Анджелесе, Калифорния, завершена в 1922 году. ([3])
- Склад рекрутов корпуса морской пехоты, Сан-Диего, Калифорния, 1917—1930
- Учебный центр ВМС, Сан-Диего, Калифорния, завершен в 1923 году (здания 1-26). Другие этапы были завершены в 1936 году (казармы 27-30, лагерь Лоуренс) и 1942 году (лагерь Люс).
- Здание бань Куапо на Батхаус-Роу, Хот-Спрингс, Арканзас, завершено в 1922 году.
- Каса-де-лас-Кампаньяс в районе Хэнкок-Парк в Лос-Анджелесе, завершено в 1928 году ([4]).
- Поместье К. Э. Тобермана, построенное Расселлом и Олспагом в Голливуде, Калифорния, завершено в 1924 году.
- Дом Фрэнка Х. Апхэма в Альтадене, Калифорния, завершен в 1928 году ([5]).
- Жилой комплекс Azalea Court Apartments в Мобиле, штат Алабама, построен в 1928 году.
- «La Casa Nueva», семейное поместье Воркман и Темпл, в Индастри-Сити, штат Калифорния, построен в 1927 году.
- Кастильо Серраллес в Понсе, Пуэрто-Рико, построен в 1930-х годах.
- Ранчо Уильяма С. Харта «La Loma de los Vientos», спроектированное архитектором Артуром Р. Келли, Ньюхолл, Калифорния, построено в начале 1920-х годов ([6]).
- Комплекс Gaylord Suites в Сан-Франциско, штат Калифорния, построен в 1928 году ([7]).
- База ВВС Рэндольф (несколько зданий) недалеко от Сан-Антонио, штат Техас, построена в 1929 году.
- «Голливуд», Хоумвуд, Алабама, жилой комплекс 1926 года в Хоумвуде, штат Алабама.
- Театр «Эль-Капитан», Голливуд, построен в 1928 году.
- «Ранчо Долины Смерти», «Замок Скотти», достопримечательность Национального парка Долина Смерти, строительство которого началось в 1922 году и продолжалось с перерывами по первоначальному проекту до 1943 года.
- Колледж Скриппса, архитекторы Гордон Кауфманн и Самнер Хант, в Клермонте, Калифорния, женский колледж и кампус, основанный в 1926 году Эллен Браунинг Скриппс.
- База ВВС Гамильтон в районе залива Сан-Франциско, недалеко от Новато, Калифорния, построена в 1934 году.
- Здание суда округа Пима в Тусоне, штат Арканзас, спроектировано Роем Плейсом.
- Бенедиктинский монастырь в Тусоне, штат Аризона, также спроектирован Роем Плейсом. ([8])
- Луи П. и Клара К. Бест Резиденс и Авто Хаус, Клаузен и Клаузен, Давенпорт, Айова, построены в 1909 году.
- Мэрия Пасадены, архитекторы Бейквелл и Браун, Пасадена, Калифорния, завершена в 1927 году.
- Отель Томаса Джефферсона в Бирмингеме, Алабама, открыт в 1929 году.
- Апартаменты Бельведер в Колумбии, Миссури, завершены в 1927 году.
- Муниципальный бассейн Эль-Рино, Оклахома, завершен в 1935 году.

## Галерея

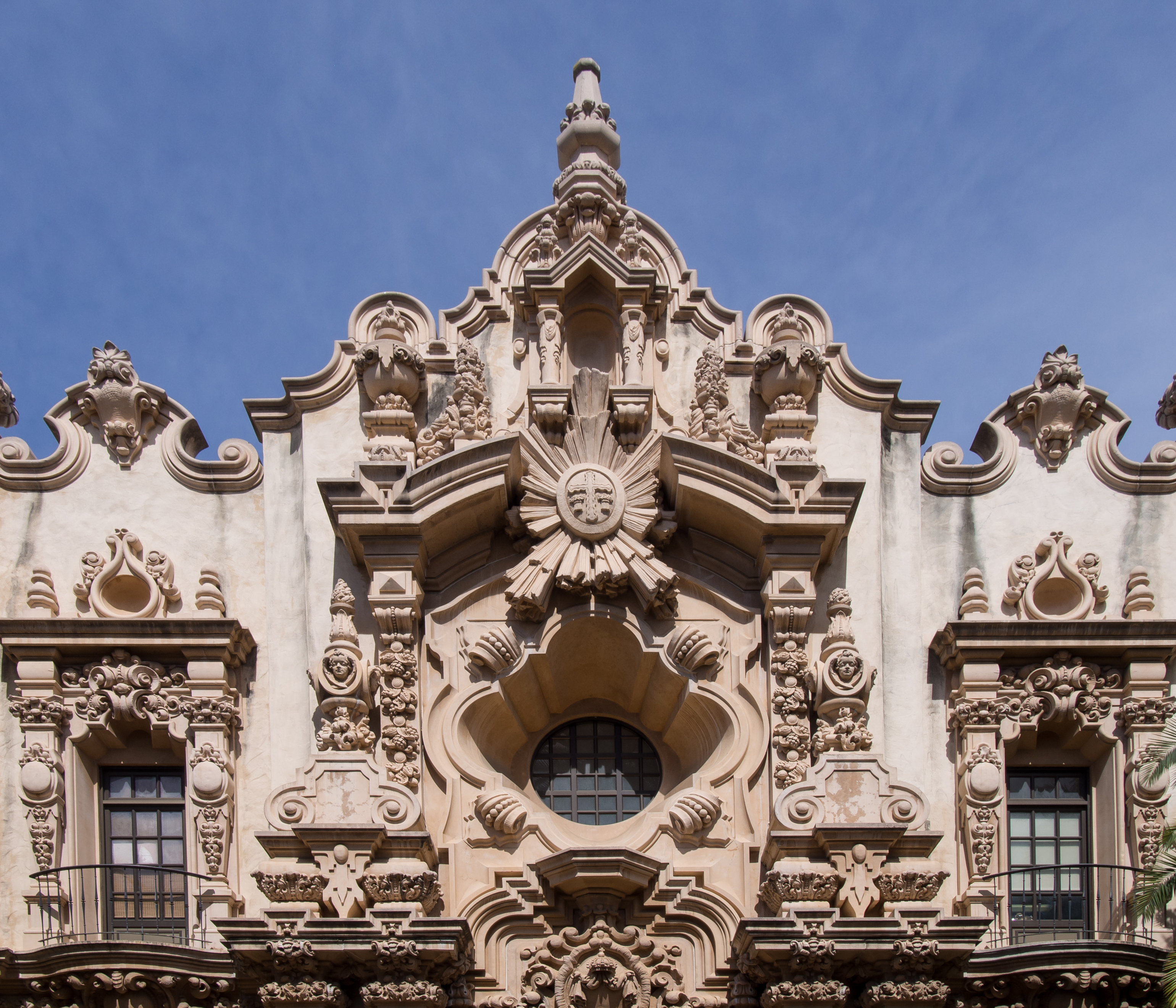
Театр Каса-дель-Прадо и парк Бальбоа, Сан-Диего, Калифорния (1915).
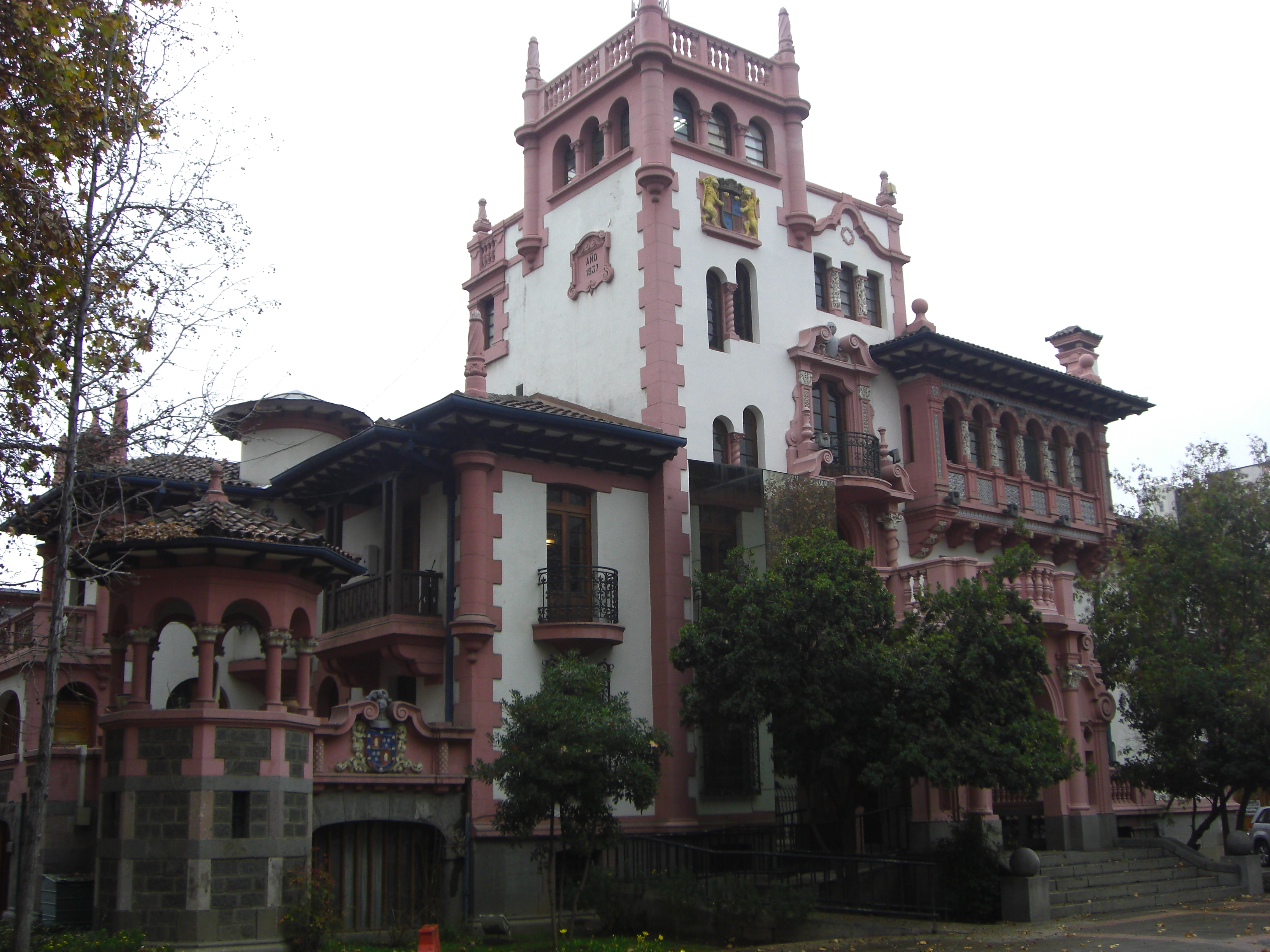
Дворец Васкес в Макуле, Чили (1931).
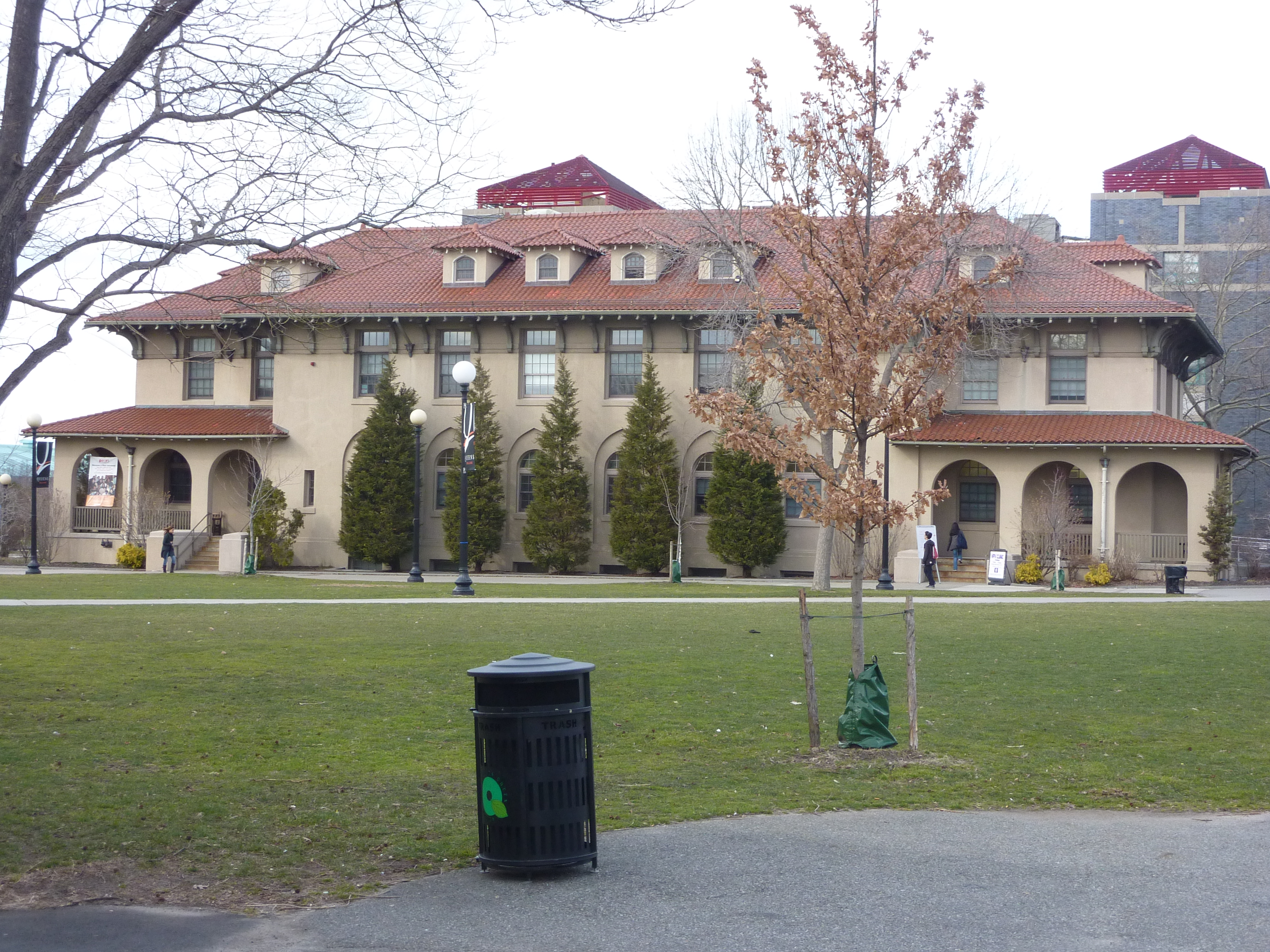
В Куинс-колледже в Нью-Йорке до сих пор сохранились многие из его оригинальных зданий в испанском стиле, построенных в начале XX века..
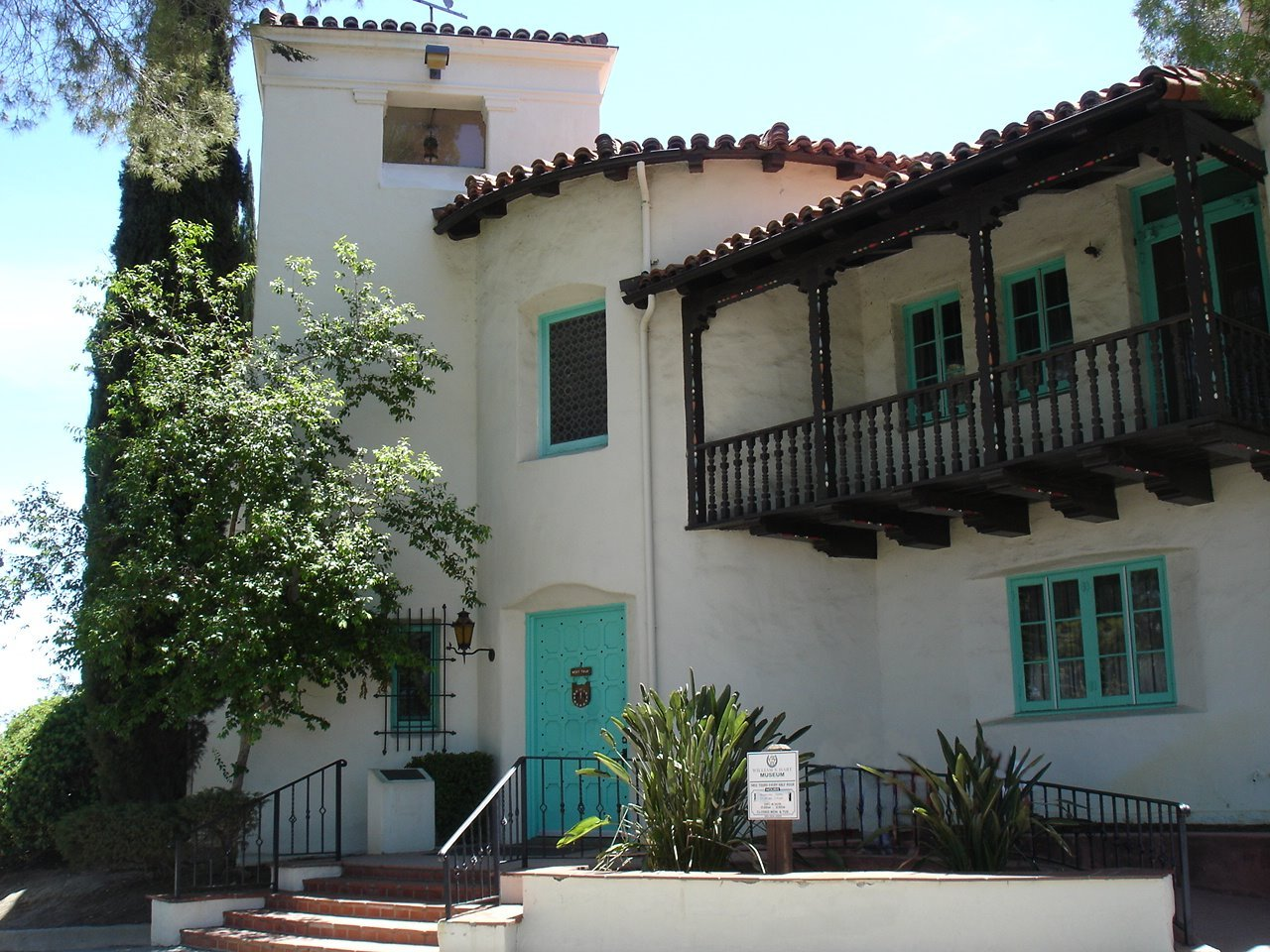
«Ла Лома де лос Виентос» в Ньюхолле, Калифорния, спроектирован архитектором Артуром Ролландом Келли и возведён в период с 1924 по 1928 год
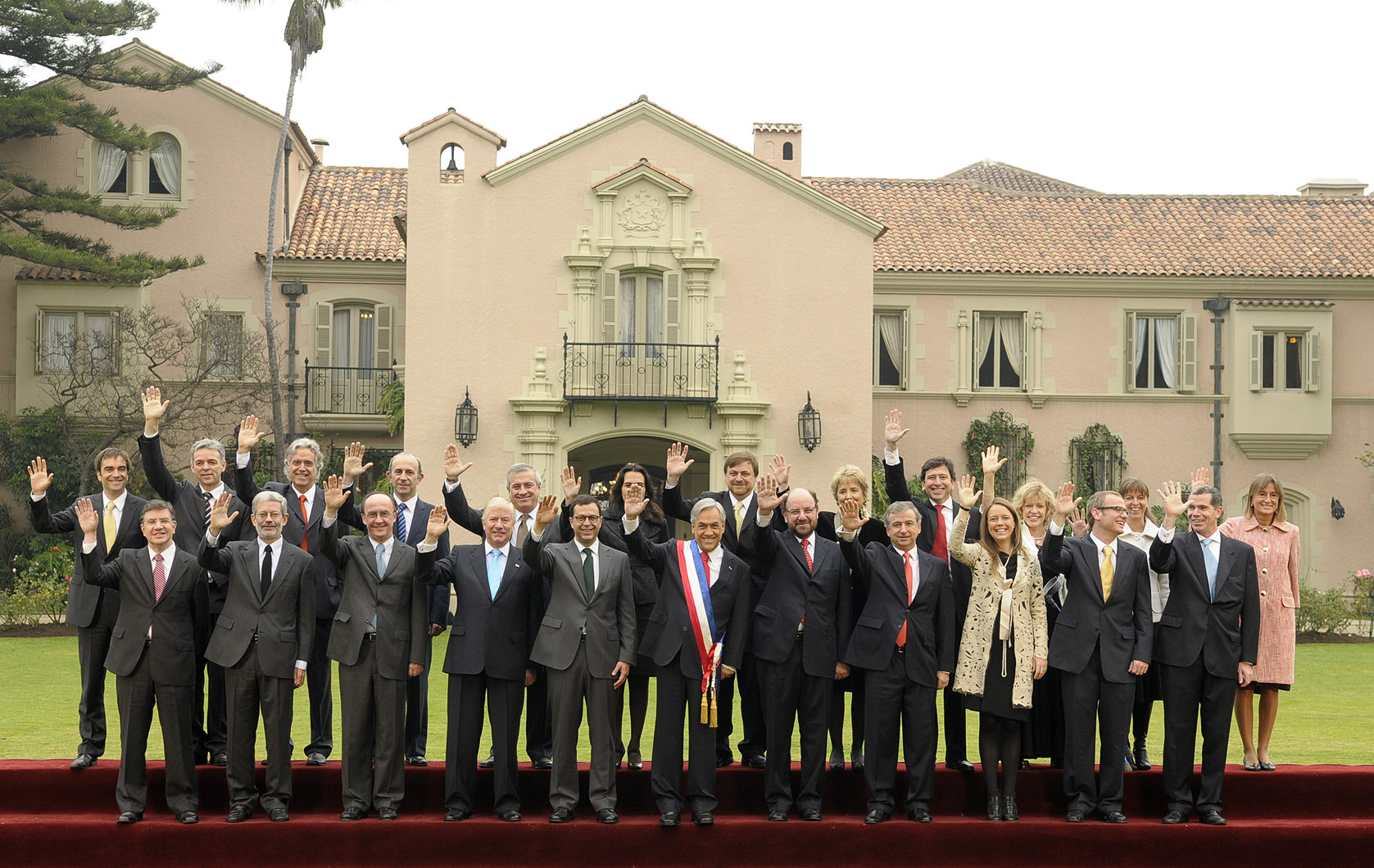
Президентский дворец Серро Кастильо, Винья-дель-Мар, Чили (1930).